# Новокубанська сільська рада
Новокуба́нська сільська́ ра́да — адміністративно-територіальна одиниця та орган місцевого самоврядування в Великоолександрівському районі Херсонської області. Адміністративний центр — село Нова Кубань.

## Загальні відомості
Новокубанська сільська рада утворена в 1922 році.
- Територія ради: 2,261 км²
- Населення ради: 643 особи (станом на 2001 рік)

## Населені пункти
Сільській раді підпорядковані населені пункти:
- с. Нова Кубань
- с. Стариця

## Склад ради
Рада складається з 12 депутатів та голови.
- Голова ради: Фішер Олександр Іванович
- Секретар ради: Гаман Світлана Миколаївна

### Керівний склад попередніх скликань
| Прізвище, ім'я, по батькові | Основні відомості                                                                                  | Дата обрання | Дата звільнення |
| --------------------------- | -------------------------------------------------------------------------------------------------- | ------------ | --------------- |
| Фішер Олександр Іванович    | Сільський голова, 1961 року народження, освіта вища, безпартійний                                  | 26.03.2006   | 31.10.2010      |
| Фішер Олександр Іванович    | Сільський голова, 1961 року народження, освіта вища, член Всеукраїнського об'єднання «Батьківщина» | 31.10.2010   |                 |

Примітка: таблиця складена за даними сайту Верховної Ради України

### Депутати
За результатами місцевих виборів 2010 року депутатами ради стали:

#### За суб'єктами висування
| Суб'єкт висування                                       | Кількість обраних депутатів | %    |
| ------------------------------------------------------- | --------------------------- | ---- |
| Політична партія Всеукраїнське об'єднання «Батьківщина» | 7                           | 58,3 |
| Партія «Демократичний Союз»                             | 2                           | 16,7 |
| Партія регіонів                                         | 2                           | 16,7 |
| Партія Християнсько-Демократичний Союз                  | 1                           | 8,3  |

#### За округами
| № округу                                                | Прізвище, ім'я, по батькові   | Дата визнання обраним | Освіта             | Партійна приналежність                        | Відомості про обраного депутата                          |
| ------------------------------------------------------- | ----------------------------- | --------------------- | ------------------ | --------------------------------------------- | -------------------------------------------------------- |
| Партія «Демократичний Союз»                             |                               |                       |                    |                                               |                                                          |
| 1                                                       | Яцик Лідія Миколаївна         | 01.11.2010            | середня            | член Партії «Демократичний Союз»              | тимчасово не працює                                      |
| 2                                                       | Павліченко Юрій Миколайович   | 01.11.2010            | середня            | член Партії «Демократичний Союз»              | Новокубанська загальноосвітня школа І-ІІІ ст., охоронець |
| Партія регіонів                                         |                               |                       |                    |                                               |                                                          |
| 7                                                       | Цуркан Ірина Василівна        | 01.11.2010            | середня            | член Партії регіонів                          | Новокубанська загальноосвітня школа І-ІІІ ст., повар     |
| 9                                                       | Гуріна Світлана Іванівна      | 01.11.2010            | середня спеціальна | член Партії регіонів                          | Новокубанська сільська рада, головний бухгалтер          |
| Партія Християнсько-Демократичний Союз                  |                               |                       |                    |                                               |                                                          |
| 4                                                       | Гузій Микола Олександрович    | 01.11.2010            | вища               | член Партії Християнсько-Демократичний Союз   | тимчасово не працює                                      |
| Політична партія Всеукраїнське об'єднання «Батьківщина» |                               |                       |                    |                                               |                                                          |
| 3                                                       | Зіновєва Таміла В'ячеславівна | 01.11.2010            | середня спеціальна | член Всеукраїнського об'єднання «Батьківщина» | Новокубанська сільська рада, спеціаліст II категорії     |
| 5                                                       | Шошина Наталія Володимирівна  | 01.11.2010            | середня            | член Всеукраїнського об'єднання «Батьківщина» | тимчасово не працює                                      |
| 6                                                       | Приймак Ірина Володимирівна   | 01.11.2010            | вища               | член Всеукраїнського об'єднання «Батьківщина» | тимчасово не працює                                      |
| 8                                                       | Гаман Світлана Миколаївна     | 01.11.2010            | середня спеціальна | член Всеукраїнського об'єднання «Батьківщина» | Новокубаська сільська рада, секретар                     |
| 10                                                      | Приймак Лідія Іванівна        | 01.11.2010            | середня спеціальна | позапартійна                                  | Новокубанський ВНЗ № 5, листоноша                        |
| 11                                                      | Томаха Ніна Петрівна          | 01.11.2010            | середня спеціальна | позапартійна                                  | тимчасово не працює                                      |
| 12                                                      | Усата Ольга Анатоліївна       | 01.11.2010            | середня спеціальна | позапартійна                                  | Новокубанська сільська рада, бібліотекар                 |